# Baie-Mahault
Baie-Mahault är en kommun i det franska utomeuropeiska departementet Guadeloupe i Västindien. År 2022 hade kommunen 30 943 invånare.

## Befolkningsutveckling
Antalet invånare i kommunen Baie-Mahault
| Referens: INSEE |